# Fox Kids
Fox Kids (ban đầu được biết đến là Fox Children's Network và sau này là Fox Kids Network) là một khối lập trình và xây dựng thương hiệu cho trẻ em của Mỹ cho một loạt các kênh truyền hình của trẻ em quốc tế. Ban đầu là một liên doanh giữa Fox Broadcasting Company (Fox) và các chi nhánh của nó, sau đó được sở hữu bởi Fox Kids Worldwide từ 1996 đến 2001, và sau đó là Fox Entertainment Group từ năm 2001 trở đi.
Fox Kids bắt nguồn từ một khối lập trình được phát sóng trên mạng Fox từ ngày 8 tháng 9 năm 1990 đến ngày 7 tháng 9 năm 2002. Khối phát sóng vào các buổi sáng thứ Bảy trong suốt sự tồn tại của nó, với một khối bổ sung vào các buổi chiều thứ Hai đến thứ Sáu. là hình thức duy nhất của chương trình truyền hình ban ngày, ngoài thể thao, được phát sóng bởi mạng Fox cho đến nay.Sau đó, News Corporation bán Fox Kids Worldwide cho Công ty Walt Disney vào tháng 7 năm 2001, Fox đã dành thời gian buổi sáng thứ Bảy còn lại để đấu thầu, và họ đã nhận về 4Kids Entertainment và đảm bảo quyền đối với chương trình thời kỳ đó. Khối Fox Kids tiếp tục phát sóng lặp lại cho đến ngày 7 tháng 9 năm 2002 và được thay thế vào tuần sau (ngày 14 tháng 9) bởi FoxBox 
Kênh truyền hình mang nhãn hiệu Fox Kids trên thế giới đầu tiên ra mắt vào ngày 1 tháng 10 năm 1995, trên Foxtel tại Úc. Bắt đầu từ năm 2004, các kênh này chính thức ngừng hoạt động và một kênh khác dưới thương hiệu Jetix được thay thế sau khi Disney mua lại Fox Kids Worldwide. (Sau này chúng được mang thương hiệu Disney XD)
Tuy vậy, vào năm 2012, Fox (Phần Lan) đã tái sinh Fox Kids dưới dạng khối chương trình hoạt hình vào buổi sáng